# Rhön-Sinntal-Radweg
Der Rhön-Sinntal-Radweg (auch: Rhön-Sinntal-Streutal-Radweg) ist ein Radweg, der zwischen Gemünden am Main (Landkreis Main-Spessart) und Mellrichstadt (Landkreis Rhön-Grabfeld) verläuft. Seine Gesamtlänge beträgt ca. 118 Kilometer.

## Landschaft
Bei Start in Gemünden am Main verläuft der Radweg zunächst durch das landschaftlich reizvolle Tal der Sinn bis hinauf nach Wildflecken. Dort verlässt man das Tal und quert die südlichen Ausläufer des Biosphärenreservates Rhön. Im Streutal verläuft die Tour später hinunter nach Mellrichstadt, wo der Radweg endet.

## Route und Unterkünfte
Die Route verläuft vornehmlich auf asphaltierten Wegen und Nebenstraßen und weist aufgrund des überwiegenden Verlaufes durch Flusstäler und das relativ flache Grabfeld meist nur mäßige Steigungen auf. Stärkere Anstiege sind von Bad Brückenau bis Wildflecken sowie von Unterweißenbrunn nach Weisbach zu bewältigen.
Die Regionen Rhön und Sinntal sind touristisch sehr gut erschlossen. Im Streckenverlauf werden beliebte Urlaubsorte der Rhön wie Bad Brückenau, Bischofsheim, Fladungen, Ostheim und Mellrichstadt angefahren, wo es zahlreiche Gaststätten, Pensionen, Ferienwohnungen und auch fahrradfreundliche Unterkünfte bzw. Hotels gibt.

## Streckenverlauf mit Sehenswürdigkeiten
- Gemünden am Main (Burgruine Scherenburg)
- Rieneck (Burg Rieneck)
- Burgsinn (Altes Schloss)
- Mittelsinn
- Obersinn
- Altengronau (Naturschutzgebiet Sinnwiesen von Altengronau, Huttenburg Altengronau)
- Zeitlofs
- Bad Brückenau (Historischer Kurpark im Staatsbad mit der König-Ludwig-Eiche, Georgi Kurpark)
- Römershag
- Riedenberg
- Oberbach
- Wildflecken (Wallfahrtskirche Mariä Himmelfahrt, Pfarrkirche St. Josef)
- Oberweißenbrunn
- Frankenheim
- Bischofsheim (Marktplatz, Zentturm, Kloster Kreuzberg mit Wallfahrtskirche und Klosterbrauerei)
- Unterweißenbrunn
- Weisbach
- Sondernau
- Oberelsbach
- Fladungen (historische Altstadt, Rhönmuseum, Fränkisches Freilandmuseum Fladungen)
- Nordheim vor der Rhön
- Ostheim vor der Rhön (historische Altstadt, Kirchenburg Ostheim, Orgelbaumuseum)
- Mellrichstadt

## Verbindungen mit anderen überregionalen Radwegen
Der Rhön-Sinntal-Radweg ist mit folgenden Radfernwegen kombinierbar:
- Main-Radweg (ab Gemünden am Main)
- Hessischer Radfernweg R2 (ab Altengronau)
- Rhönradweg (ab Oberelsbach)
- Main-Werra-Radweg (ab Mellrichstadt)
- Radweg Meiningen-Haßfurt (ab Mellrichstadt)